# 대불정여래밀인수증요의제보살만행수능엄경 권6∼10 (보물 제698호)
대불정여래밀인수증요의제보살만행수능엄경 권6∼10(大佛頂如來密因修證了義諸菩薩萬行首楞嚴經 卷六∼十)은 서울특별시 용산구 삼성미술관 리움에 있는 고려시대의 불경이다. 1981년 3월 18일 대한민국의 보물 제698호로 지정되었다.

## 개요
대불정여래밀인수증요의제보살만행수능엄경은 줄여서 '대불정수능엄경'또는 '능엄경'이라고도 하며, 부처님의 말씀을 머리 속으로 이해하는데 그치지 않고 자신이 직접 경험하여 얻을 것을 주요사상으로 하고 있다.
대불정여래밀인수증료의제보살만행수능엄경 권6∼10(大佛頂如來密因修證了義諸菩薩萬行首楞嚴經 卷六∼十)은 당나라의 반자밀제(般刺密帝)가 번역한『능엄경』10권 가운데 권 6∼10에 해당하며 5권이 하나의 책으로 묶여있다. 나무판에 새긴 후 닥종이에 찍어낸 것으로 크기는 세로 26.1㎝, 가로 16.6㎝이다.
책 끝부분에는 고려 공민왕 21년(1372)에 경기도 안성의 청룡사에서 간행했으며, 김호와 영암군부인 최씨가 시주를 하였다는 기록이 남아있다.
인쇄상태가 깨끗하지 못한 것으로 보아 처음 찍어낸 것이 아님을 알 수 있으며, 종이질과 표지의 제목 등으로 미루어 보아 고려시대에 찍어낸 것으로 보인다.

## 같이 보기
- 대불정여래밀인수증요의제보살만행수능엄경

## 참고 자료
- 대불정여래밀인수증요의제보살만행수능엄경 권6∼10 - 국가유산청 국가유산포털